# Eresia ildica
Eresia ildica är en fjärilsart som beskrevs av William Chapman Hewitson 1869. Eresia ildica ingår i släktet Eresia och familjen praktfjärilar. Inga underarter finns listade i Catalogue of Life.